# Tramway Historical Society

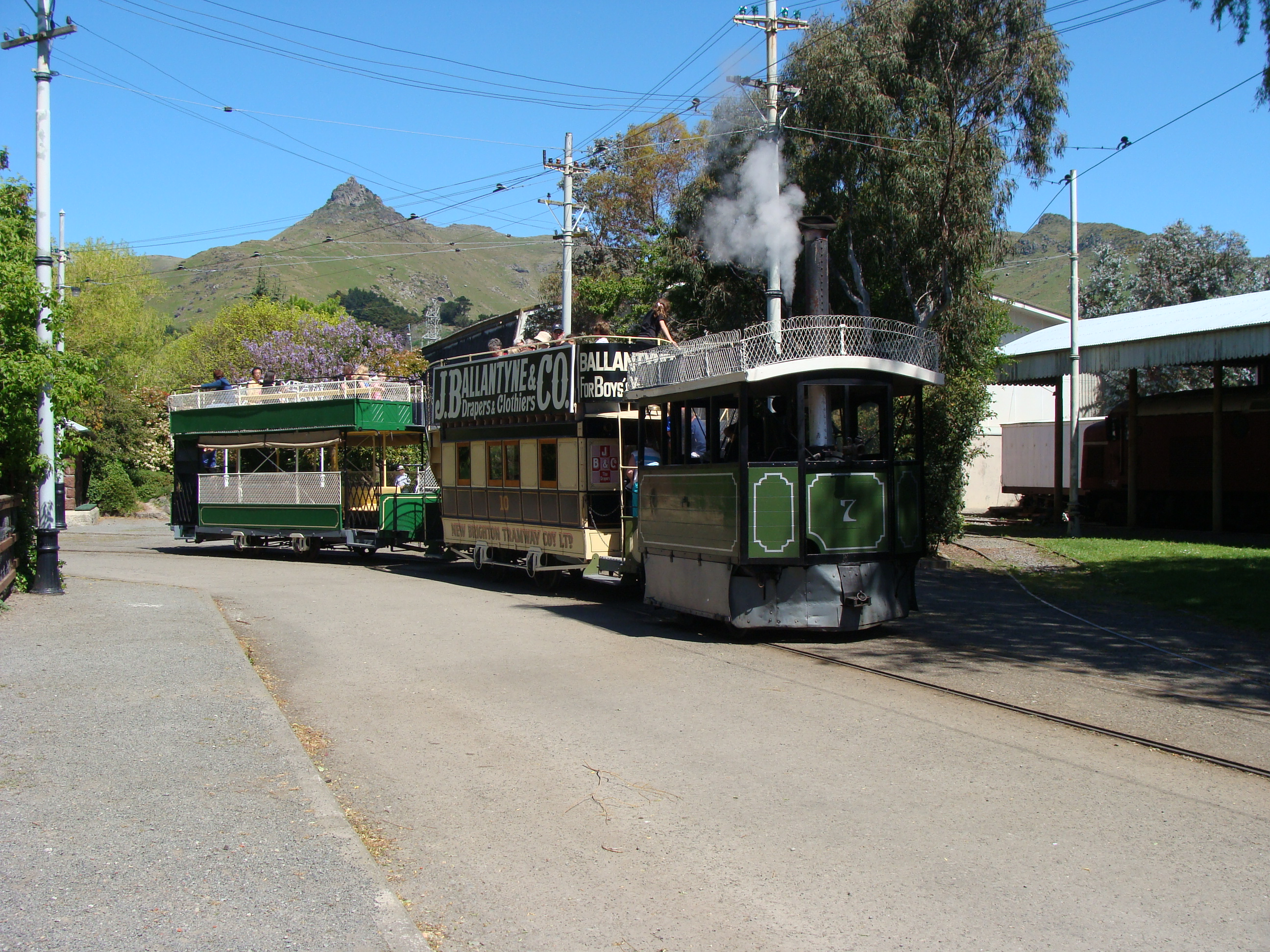
Kitson Steam Tram Motor No. 7 im Ferrymead Heritage Park

Die Tramway Historical Society (deutsch: Straßenbahngeschichtsgesellschaft) ist eine eingetragene gemeinnützige Organisation mit Sitz in Christchurch, Neuseeland. Die Gesellschaft betreibt die Restaurierung von historischen Straßenbahnen, Bussen und Oberleitungsbussen und ist über den Ferrymead Trust an dem Ferrymead Heritage Park in Christchurch beteiligt.

## Geographie
Die Tramway Historical Society hat ihren Sitz im Ferrymead Heritage Park, in dem sich auch die Werkhalle der Gesellschaft, in der Mitglieder ehrenamtlich die Fahrzeuge restaurieren und erhalten, befindet. Der Park, in dem der Verein das Schienennetz unterhält und Straßenbahnen betreibt, liegt rund 7 km südöstlich des Stadtzentrums von Christchurch im Stadtteil Heathcote Valley.

## Geschichte
Die Gesellschaft wurde am 8. Februar 1960 ursprünglich mit dem Ziel gegründet, die letzten beiden noch erhaltenen Straßenbahnen des Christchurch Tramway Board, der den Straßenbahnbetrieb 1954 eingestellt hatte, zu retten. 1962 begann man mit den Restaurationsarbeiten an der Kitson Steam Tram Motor No. 7 und der Stephenson Horse Tram No. 50, die somit beide vor der Verschrottung bewahrt wurden.

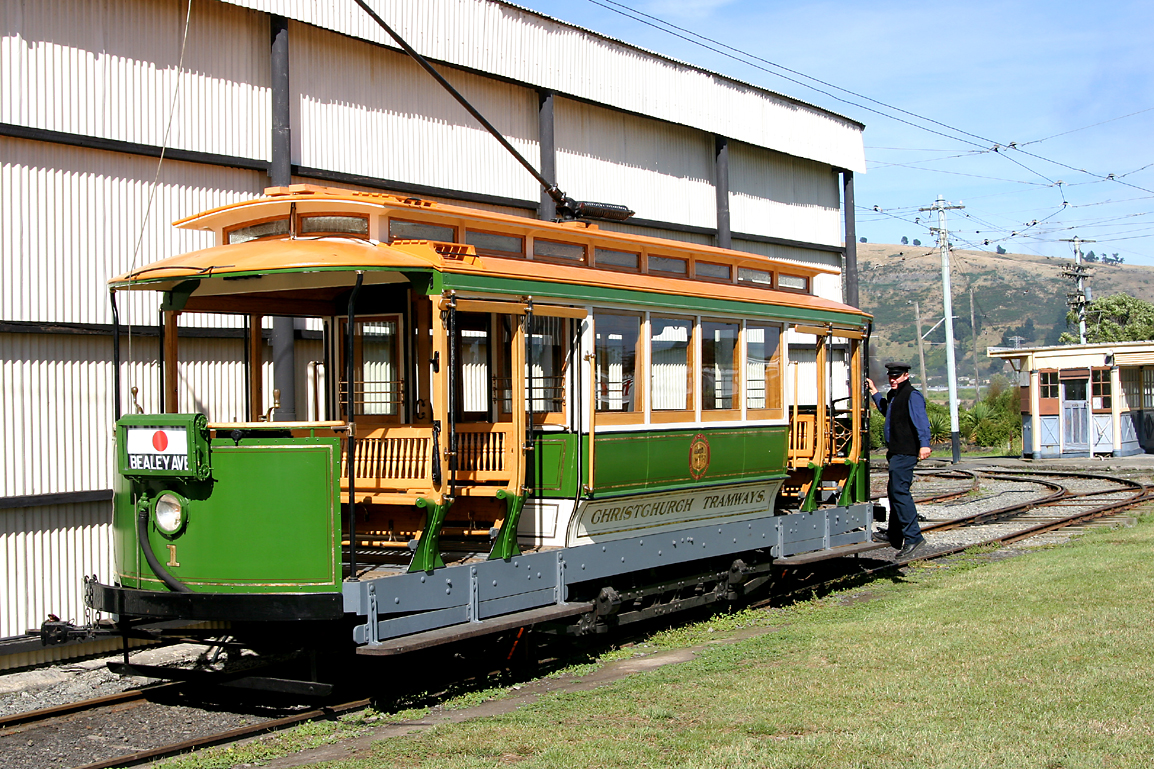
Stephenson Tram No 1 im Ferrymead Heritage Park

1963 bat die Tramway Historical Society zusammen mit der Canterbury Railway Society den Heathcote County Council (der Rat der Gemeinde Heathcote) das um den ehemaligen Bahnhof der Ferrymead Railway liegende Land für einen Historical Park zu kaufen. Der Rat tat dies und nach Gründung des Parks begann man 1965 mit den Verlegungen der Schienen für die Straßenbahnen. 1967 wurde nach einer Spendenaktion weiteres Land gekauft und die Werkhallen für die Bahnen gebaut. Da die meisten originalen Straßenbahnen von Christchurch verschrottet waren und Ersatzteile auch kaum verfügbar waren, besorgte man sich Bahnen und Ersatzteile aus verschiedenen Teilen der Welt. Neben den Straßenbahnen interessierte man sich auch für ältere Busse und Oberleitungsbusse, die Teil des Museumsfuhrparks wurden.
Am 6. Januar 1968 eröffnete die Tramway Historical Society den Ferrymead Tramway im Park und die Kitson Steam Tram Motor No. 7 und der Doppeldeckerbus No. 10 konnte auf einer kurzen Strecke für Touristen betrieben werden. In den späten 1980er entwarf der Christchurch City Council ein Konzept für den Touristentransport im inneren Teil des Stadtzentrums von Christchurch. 1993 fragte der Rat dann bei der Tramway Historical Society an, ob sie die historischen Straßenbahnen für die Stadt zur Verfügung stellen könnte. Für die professionelle Restaurierung von alten Straßenbahnen gründete man den Heritage Tramways Trust und vermietete die Bahnen an die Stadt Christchurch. Ab Februar 1995 fuhren die ersten Straßenbahnen wieder durch das Stadtzentrum. Der Christchurch City Council hatte die ersten 2½ km Schienenwege erstellt, mietete die restaurierten Bahnen von der Tramway Historical Society und betrieb die Bahnen über eine eigens dafür gegründete Gesellschaft.